# Zelomorpha johnchemsaki
Zelomorpha johnchemsaki (лат.) — вид паразитических наездников рода Zelomorpha из семейства Braconidae. Назван в честь John Chemsak (University of California, Berkeley, США).

## Распространение
Центральная Америка: Коста-Рика.

## Описание
Мелкие перепончатокрылые наездники, длина тела около 1 см. Эндопаразитоиды свободноживущих гусениц чешуекрылых (Notodontidae), которые питались на Fabaceae: Hemiceras pallidula (на растениях Inga vera и Inga oerstediana).
Шпора передних голеней короче первого членика лапки; передние лапки с простыми когтями, не гребенчатые; яйцеклад короче половины длины метасомы; лоб ограничен килями. Вид был впервые описан в 2019 году американскими и канадскими энтомологами во главе с Сарой Мейеротто (Sarah Meierotto, Кентуккийский университет, Лексингтон, США).